# Echeandia magnifica
Echeandia magnifica là một loài thực vật có hoa trong họ Măng tây. Loài này được López-Ferr., Espejo & Ceja mô tả khoa học đầu tiên năm 2002.